# Моховик тёмно-коричневый
Моховик тёмно-коричневый (лат. Xerocomus ferrygineus) — вид съедобных трубчатых грибов рода Моховики (Xerocomus) семейства Болетовые (Boletaceae).

## Описание
Шляпка 5-10 см в диаметре, выпуклая, серо-оливковая или красная.
Ножка цилиндрическая, полая, высотой 8-10 см, толщиной 0,5-2 см желтоватого цвета.
Мякоть белая, обладает приятным запахом, на разрезе не синеет.
Трубчатый слой жёлто-коричневого цвета, споровой порошок светло-бурово цвета,размером 11-14*4,5-5,5 мкм.

### Синонимы
- Моховик коричневый
- Boletus spadiceus
- Xerocomus ferrugineus
- Xerocomus spadiceus[3][3]

## Экология и распространение
Сезон: Июнь-Октябрь
Встречаться в смешанных и хвойных лесах под елью, буком, берёзой.